# Sematophyllum parvulum
Sematophyllum parvulum är en bladmossart som beskrevs av Hugh Neville Dixon 1932. Sematophyllum parvulum ingår i släktet Sematophyllum och familjen Sematophyllaceae. Inga underarter finns listade i Catalogue of Life.